# Отке Надія Павлівна
Надія Павлівна Отке (нар. 1941) — радянський державний діяч, голова Чукотського окружного виконавчого комітету (1980-1990), депутат Верховної Ради СРСР.
Народилася в 1941 році в селі Уелен (за документами дата народження — 1 липня). Старша дочка Павла Отке — голови Чукотського окружного виконавчого комітету (1946-1954), депутата Верховної Ради СРСР.
У 1961 році закінчила Анадирське педучилище, призначена на посаду директора початкової школи в селі Лоріно. Того ж року обрана секретарем окружкому комсомолу Чукотського національного округу.
З 1963 по 1967 рік навчалася в Магаданському педагогічному інституті і паралельно — у Вищій партійній школі при ЦК КПРС. У 1980 році в Академії суспільних наук при ЦК КПРС захистила кандидатську дисертацію, кандидат педагогічних наук.
У 1980 році обрана першим секретарем Чукотського райкому КПРС. З листопада 1980 по 1990 рік — голова Чукотського окружного виконавчого комітету.
За період її керівництва збільшилися обсяги видобутку золота і вугілля.
З 1990 р. працювала в окружному Департаменті освіти.
Після виходу на пенсію проживає в Москві.